# Rumex obtusifolius
Rumex obtusifolius L., es una especie de la familia de las poligonáceas. 

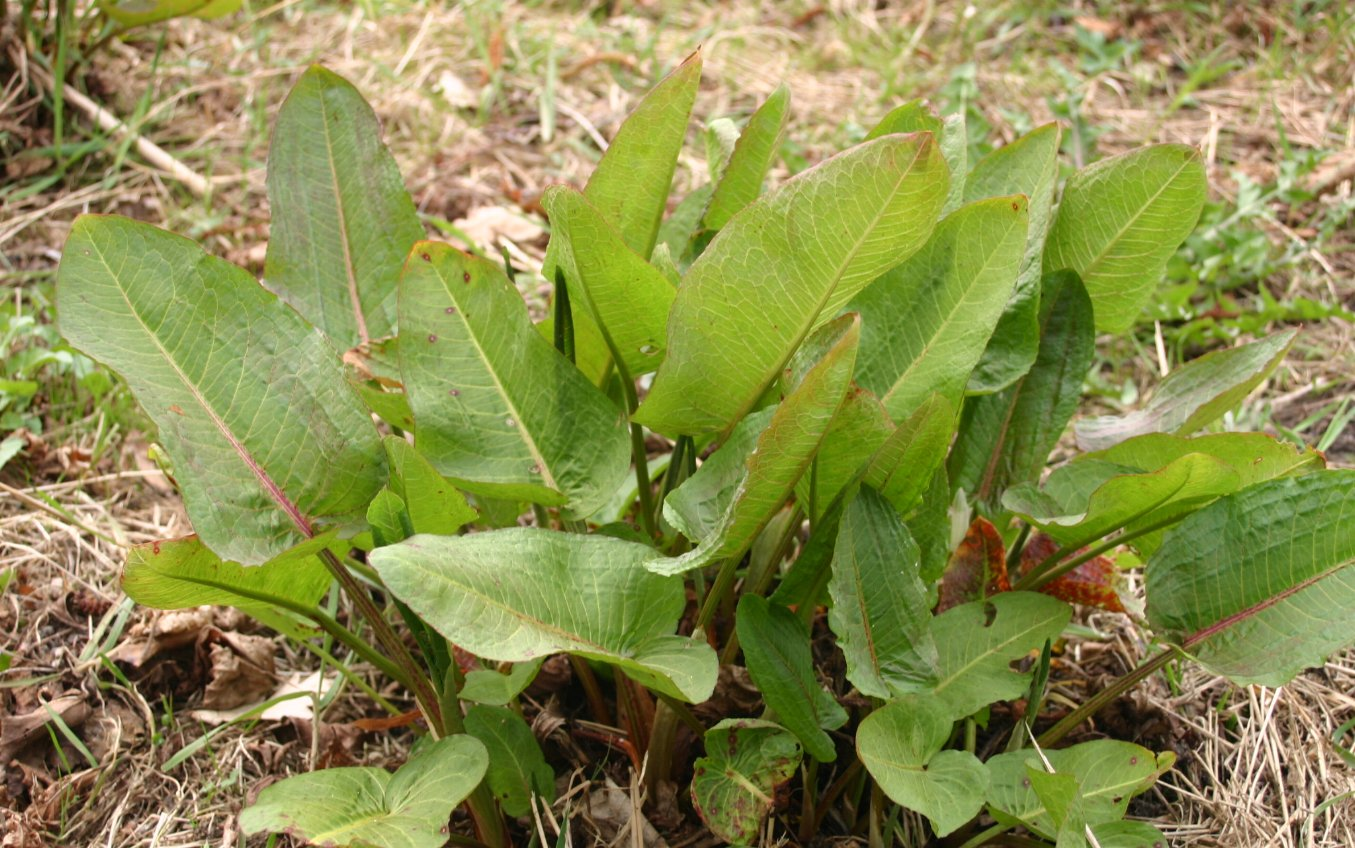
Follaje.

## Distribución y hábitat
Es una planta salvaje nativa de Europa, desde la región ártica de Noruega hacia el sur, salvo en la región mediterránea. Se considera una especie invasora fuera de su área de distribución natural teniendo poblaciones estables en Sudamérica, Australia y Japón.

## Descripción
Rumex obtusifolius posee tallos erectos de coloración parda y que en floración alcanza hasta 1,5 metros de altura. Posee hojas de morfología ovado-oblonga en la zona superior y media del tallo que se pierden tras la fructificación. En la base de la planta se forma una roseta con hojas cordadas, subcordadas a redondeadas. El peciolo es de mayor tamaño o igual que la propia hoja y generalmente canaliculado en la zona próxima al limbo de las hojas basales. Las flores se agrupan en inflorescencias no ramificadas, arqueadas y formadas por verticilos comúnmente equidistantes. Están formadas por 6 piezas sepaloideas que evolucionan a una fructificación de tipo aquenio con tres valvas con hasta dos dientes de morfología cordada a cada lado.

## Propiedades y toxicidad
Diversas partes de la planta han sido utilizadas en medicina tradicional por su acción depurativa, astringente y laxante y para el tratamiento de diversos problemas de piel tales como llagas, ampollas, quemaduras, cáncer, tumores e irritación producida por ortigas. La planta contiene diversos derivados del antraceno, flavonoides, procianidinas y ácido oxálico. La presencia de derivados del hidroxiantraceno y de oxalatos hace que toda la planta, igual que el resto de las de su género, sea considerada tóxica por la Autoridad Europea de Seguridad Alimentaria y no se recomiende su consumo.

## Taxonomía
Rumex obtusifolius fue descrita por   Carlos Linneo  y publicado en Species Plantarum 1: 335. 1753.
Etimología
Rumex: nombre genérico que deriva del latín rŭmex, rumǐcis, ya recogido en Plinio el Viejo para designar el género en su época (quod... appellant,  nostri vero rumicem, alii lapathum canterinum - que nosotros (los latinos) llamamos rumex, y otros lapathum canterinum) (XX, 85).
obtusifolius: epíteto latíno que significa "con hojas romas".
Sinonimia
- Rumex crispatulus Michx.
- Rumex rugelii Meisn.[7]
- Acetosa obtusifolia (L.) M.Gómez
- Lapathum obtusifolium (L.) Moench
- Lapathum sylvestre Lam.
- Rumex agrestis (Fr.) Schur
- Rumex laevigatus Willd. ex Spreng.</ref>[8]

## Nombre común
- Castellano: acedera (2), acederón, acederón de burro, acerón, alcerón, ancerón, argulacho (2), bernaola, chupeta, engorda-puercos, engordapuercos (3), espino, espino albar, espino alberu, espino blanco, espino blanquero, espino majuelo, espino majueto, galera (2), galvana, hierba de sapo, hojas de macho, lampazo, lengua de perro, lengua de vaca (3), lenguaperro, lápato, majuelo, majueta, majuetu, mandabelardine, mardiasca (2), mastrancho (2), mayuetu, perucho, perujal, ramagón (2), ramaza (2), romanzas, romanzón, romaza (6), romaza de hoja grande (3), romaza de hojas más anchas, romaza medicinal, romaza silvestre, romaza vulgar (3), ruibarbo, tabaqueras.[9]
- vinagrilla de Cuba[10]